# Église Sainte-Catherine de Pärnu
Pour les articles homonymes, voir Église Sainte-Catherine.
L'église Sainte-Catherine (en estonien : Katariina kirik) est une église de l'Église orthodoxe russe située dans la ville de Pärnu, en Estonie.

## Histoire et description
L'église a été construite en 1764-1768 et porte le nom de l'impératrice Catherine la Grande, qui a présenté l'église à la ville après une visite en 1764. Elle est construite dans un style baroque par l'architecte P. Jegorov et a été une source d'inspiration pour l'architecture des églises orthodoxes ultérieures dans les États baltes. Elle présente un grand dôme central avec une lanterne, flanqué de quatre tourelles plus petites et une tour ouest avec une flèche en pointe d'aiguille. La façade est assez richement décorée, divisée par des frontons et des corniches. A l'intérieur, l'iconostase, également de Jegorov, est remarquable.

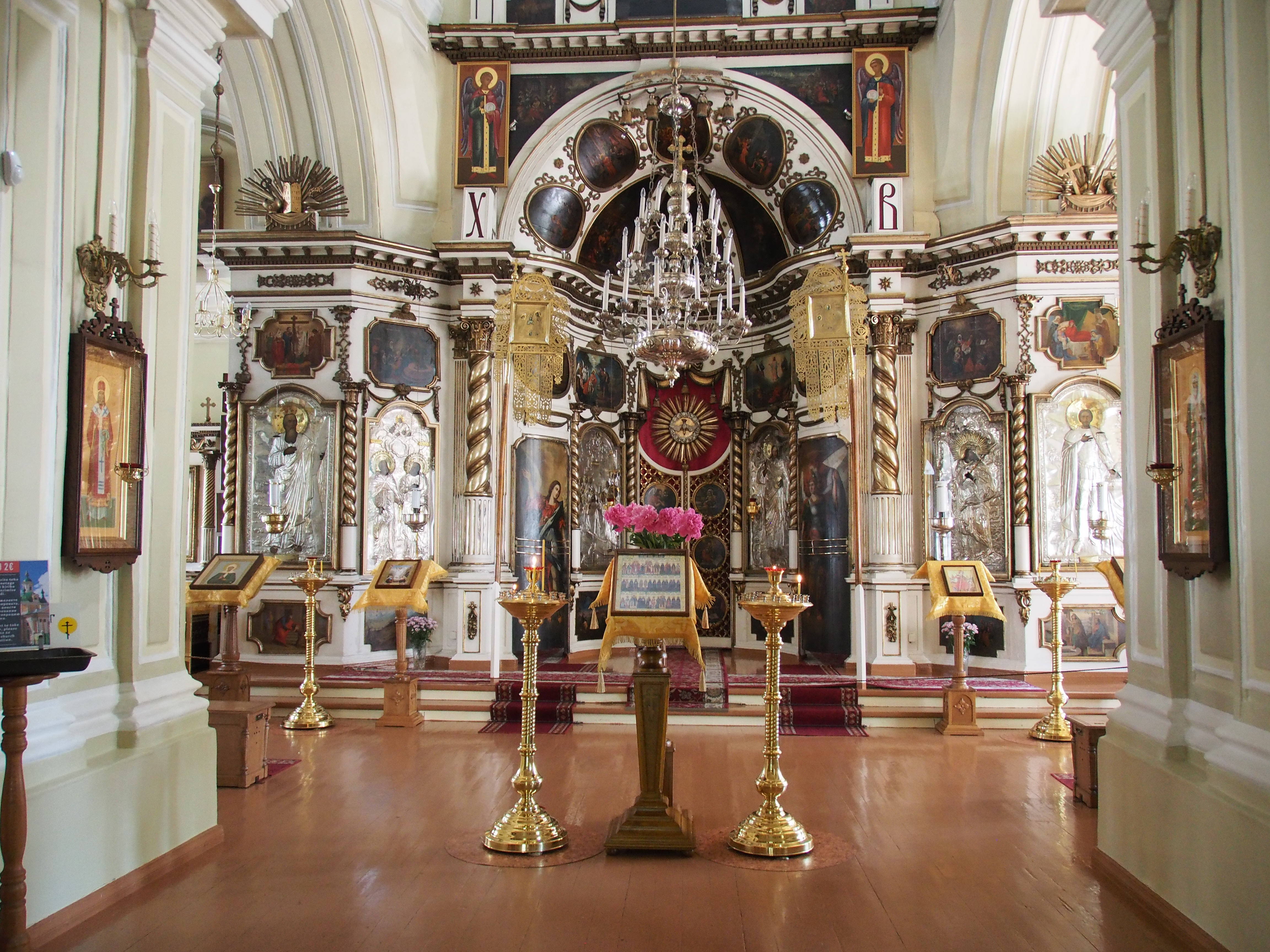
Intérieur